# Секвоя-Крест (Каліфорнія)
Секвоя-Крест (англ. Sequoia Crest) — переписна місцевість (CDP) в США, в окрузі Туларе штату Каліфорнія. Населення — 24 особи (2020).

## Географія
Секвоя-Крест розташована за координатами 36°11′9″ пн. ш. 118°37′32″ зх. д. / 36.18583° пн. ш. 118.62556° зх. д. (36.185882, -118.625635).  За даними Бюро перепису населення США в 2010 році переписна місцевість мала площу 2,65 км², уся площа — суходіл.

## Демографія
Згідно з переписом 2010 року, у переписній місцевості мешкало 10 осіб у 6 домогосподарствах у складі 3 родин. Густота населення становила 4 особи/км².  Було 95 помешкань (36/км²).
Расовий склад населення:
| - 100,0 % — білих |

До двох чи більше рас належало 0,0 %. Частка іспаномовних становила 0,0 % від усіх жителів.
За віковим діапазоном населення розподілялося таким чином: 20,0 % — особи молодші 18 років, 40,0 % — особи у віці 18—64 років, 40,0 % — особи у віці 65 років та старші. Медіана віку мешканця становила 64,5 року. На 100 осіб жіночої статі у переписній місцевості припадало 150,0 чоловіків;  на 100 жінок у віці від 18 років та старших — 100,0 чоловіків також старших 18 років.
Цивільне працевлаштоване населення становило 0 осіб. 